# لاندروم
لاندروم (به هلندی: Landerum) یک منطقهٔ مسکونی در هلند است که در ترسخلینگ واقع شده‌است. لاندروم ۹۶ نفر جمعیت دارد.